# Uranius Patera

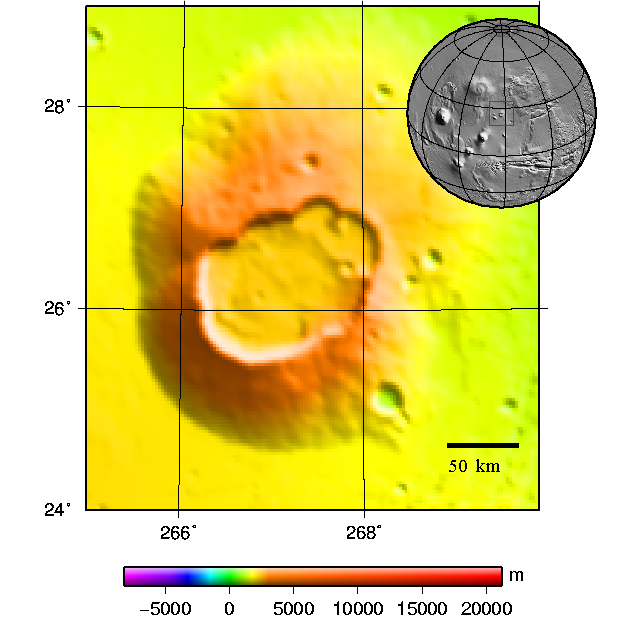
Topografická mapa sopky Uranius Patera

Uranius Patera je hora na povrchu Marsu s nepravidelným kráterem na vrcholku vzniklá vulkanickou aktivitou nacházející se na severní polokouli v sopečné oblasti Uranius spadající do oblasti Tharsis. Sopka se nachází východním směrem od sopek Uranius Tholus a Ceraunius Tholus, jižně od oblasti Tempe Terra, na sever od Tharsis Tholus a západně od zlomové oblasti Labeatis Fossa a Kasei Valles. V jihovýchodním směru se ještě nachází větší impaktní kráter Fesenkov.
Sopka Uranius Patera je veliká asi jako Velký ostrov na Havaji a nad okolní pláně se vypíná do výšky okolo 3 km. Na stěnách, které mají sklon od 1 do 7°, se dají pozorovat lávové proudy a na vrcholku se nachází rozměrná kaldera, které pravděpodobně vznikla důsledkem kolapsu kužele sopky do vyprázdněného magmatického krbu po skončení vulkanické aktivity. V současnosti se dá rozeznat 7 či 8 samostatných kolapsů kaldery, které se v minulosti odehrály. Celý tento depresní komplex se rozkládá přes 100 km.
Předpokládá se, že sopečný kužel je tvořen 4,5×104 km3 materiálu, který byl uvolňován po dobu 410 000 let.
Pojmenována byla v roce 1973 po řeckém bohu nebes – Úranovi.